# Carinodes spinosus
Carinodes spinosus là một loài tò vò trong họ Ichneumonidae.